# Pee Dee Pride
Die Pee Dee Pride (während der Spielzeit 2003–2004 Florence Pride) waren ein US-amerikanisches Eishockeyfranchise aus Florence, South Carolina. Die Spielstätte der Pee Dee Pride war das Florence Civic Center.

## Geschichte
Das Franchise wurde im Jahr 1997 gegründet und nahm seinen Spielbetrieb in der ECHL auf. Cheftrainer wurde Jack Capuano, der während seiner Karriere in der NHL spielte. Die Pee Dee Pride erreichten in ihrer Premierensaison 76 Punkte, womit sie den dritten Rang der Southeast Division belegten und sich für die Play-offs qualifizieren konnten. In der ersten Runde unterlagen sie den South Carolina Stingrays knapp in fünf Partien. In der darauffolgenden Spielzeit errangen die Pee Dee Pride 106 Punkte und erreichten souverän die Playoffs. Das Team scheiterte erst in den Conference Finals, in denen sie den Mississippi Sea Wolves in fünf Partien unterlagen. Trotzdem stellte dies den größten Erfolg des Franchises dar. In den letzten vier Spielzeiten erreichten die Pee Dee Pride konstant die Playoffs, mehr als die dritte Runde erreichte das Team aber nicht mehr. Für die Spielzeit 2003/04 wurde das Franchise in Florence Pride umbenannt, für die darauffolgende Saison wurde das Team wieder in Pee Dee Pride umbenannt. Im Jahr 2005 wurde das Franchise aufgelöst.

## Team-Rekorde

### Karriererekorde
Spiele: 486  Allan Sirois
Tore: 176  Allan Sirois
Assists: 256  Allan Sirois
Punkte: 432  Allan Sirois
Strafminuten: 760  Allan Sirois

## Bekannte Spieler
- Ryan Bast
- Calvin Elfring
- Mike Glumac
- Gregg Johnson
- Jay Mazur
- Rick Mrozik
- Gregory Schmidt
- Jeff Szwez